# Homaxinella subdola
Homaxinella subdola är en svampdjursart som först beskrevs av James Scott Bowerbank 1866.  Homaxinella subdola ingår i släktet Homaxinella och familjen Suberitidae. Inga underarter finns listade i Catalogue of Life.